# Alabamy Bound
Alabamy Bound ist ein Popsong, der von Ray Henderson (Musik) und B. G. DeSylva und Bud Green (Text) geschrieben und 1925 veröffentlicht wurde.

## Hintergrund
Der Tin-Pan-Alley-Song wurde zuerst von Al Jolson eingeführt, bevor ihn Eddie Cantor im Musical Kid Boots in New York City vorstellte. Lediglich der große Erfolg der beiden Songs Alabamy Bound und Dinah beim Publikum verhinderte das Ende der Aufführungen; von dem Song sollen über eine Million Exemplare in Notenausgaben verkauft worden sein.
Der Song ist in F-Dur geschrieben und hat den Aufbau AABA.  Der Liedtext behandelt das Heimkehren aus den Städten des Nordens und beschwört die Atmosphäre der amerikanischen Südstaaten; typisch dafür ist das breite Marsch-Thema. Der Sänger reist mit dem Zug nach Alabama; damit gehört Alabamy Bound zu den zahlreichen Liedern, die das Reisen mit Zügen thematisieren.
„Die Titelzeile I'm Alabamy Bound erzählt bereits das Thema des Lieds; der Rest des Songtextes ist direkt und überschwänglich. Nicht einmal der ‚gemeinste Fahrkartenverkäufer‘, der das ganze Geld des jungen Mannes für eine bessere Schlafkoje fordert, kann seine Laune dämpfen. Das Pfeifen des Zugs sagt ihm, dass er bald Land sieht (cover ground); alles was bleibt, ist der überschwängliche Ausruf: Here I go / I'm Alabamy Bound. Ray Hendersons Stück hat einen bewegenden und Zug-artigen Rhythmus, und Buddy DeSylvas und Bud Greens Text schwelgt im Jargon der Zeit; das frenetische Heebie-jeebies des jungen Mannes entspricht dem Choo-Choo-Klang des Eisenbahnzugs.“

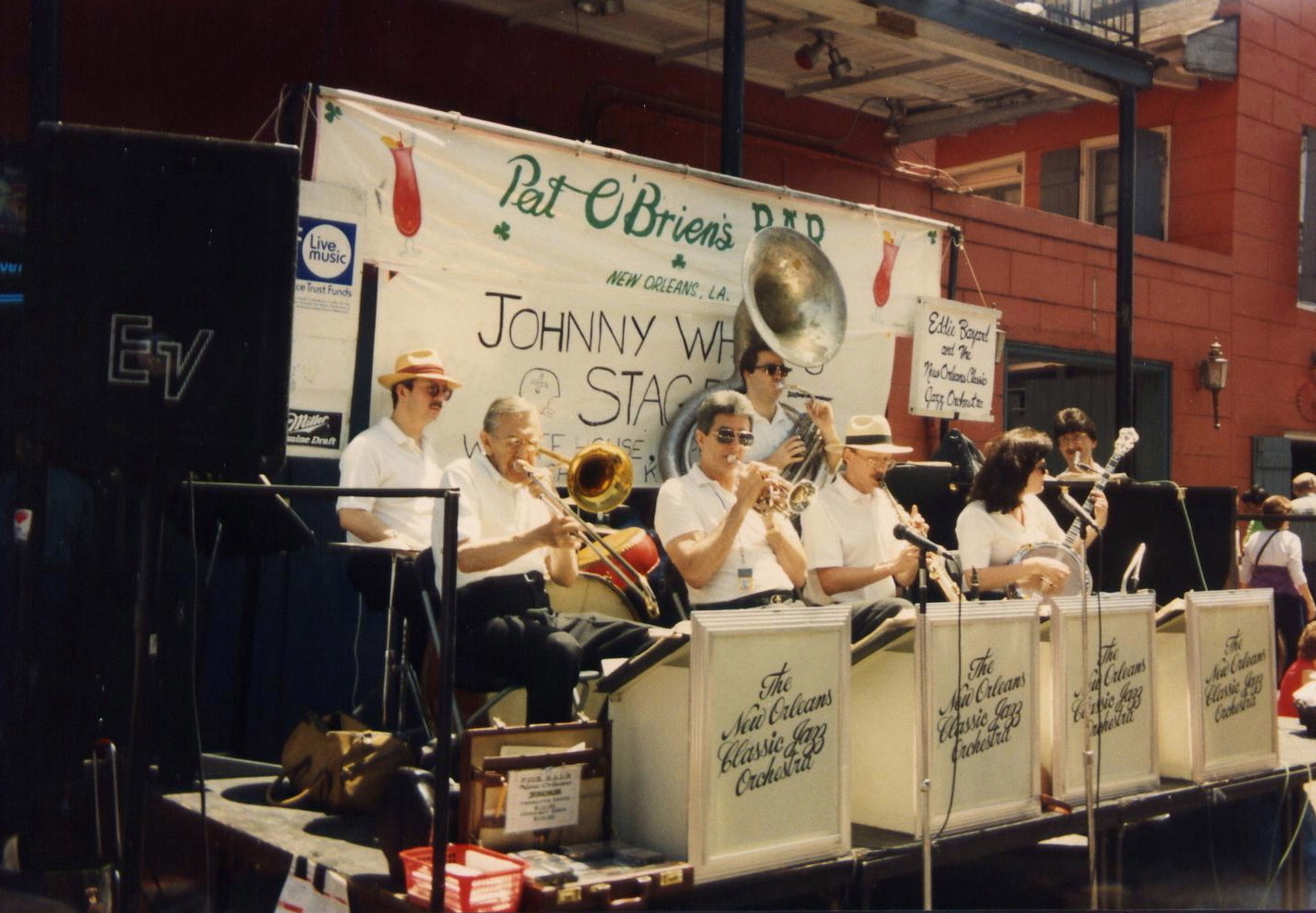
Hotjazzband in New Orleans (u. a. mit Tom Ebbert, Posaune) 1993 beim Spielen von „Alabamy Bound“

## Erste Aufnahmen
Zu den Musikern, die den Song in den Vereinigten Staaten ab Januar 1925 erstmals aufnahmen, gehörten die Studioformation The Goofus Five (mit Red Nichols und Adrian Rollini), Fletcher Henderson, Paul Whiteman, Lucille Hegamin, Jimmy O’Bryant, Sara Martin; in London wurde er von Leslie Jeffries, in Berlin von Alex Hyde
und Sam Wooding
eingespielt. Den größten Erfolg mit Alabamy Sound hatte Mitte der 1920er-Jahre die Vaudeville- und Broadway-Sängerin und Entertainerin Blossom Seeley (1891–1974), ebenso das Orchester von Isham Jones (Brunswick 2789).

## Spätere Coverversionen
In späteren Jahren wurde der Song u. a. auch von Stephane Grappelli und Django Reinhardt (1937), Cliff Edwards (1944), Yank Lawson (1953), Sonny Criss (1956) und Ray Charles (1960) aufgenommen. 1954 kam das Vokalensemble The Mulcays damit erneut in die US-Charts. In neuerer Zeit wurde er vorwiegend im Bereich des Dixieland Jazz gespielt, u. a. von Benny Waters, Alex Welsh, Raymond Fonsèque, Bill Allred, Ken Colyer. Der Song wurde 1998 auch von Van Morrison, begleitet von Chris Barber und Lonnie Donegan gecovert.
Der Diskograf Tom Lord listet im Bereich des Jazz insgesamt 92 (Stand 2015) Coverversionen.
Der Song fand auch Verwendung in mehreren Spielfilmen, so in The Great American Broadcast (1941), in dem ihn die Ink Spots präsentierten, ferner in Babes on Broadway und Broadway (beide 1942), Everybody Happy? (1943). Eddie Cantor sang ihn in Show Business (1944) und in With a Song in My Heart (1952).